# Ruyssenaers

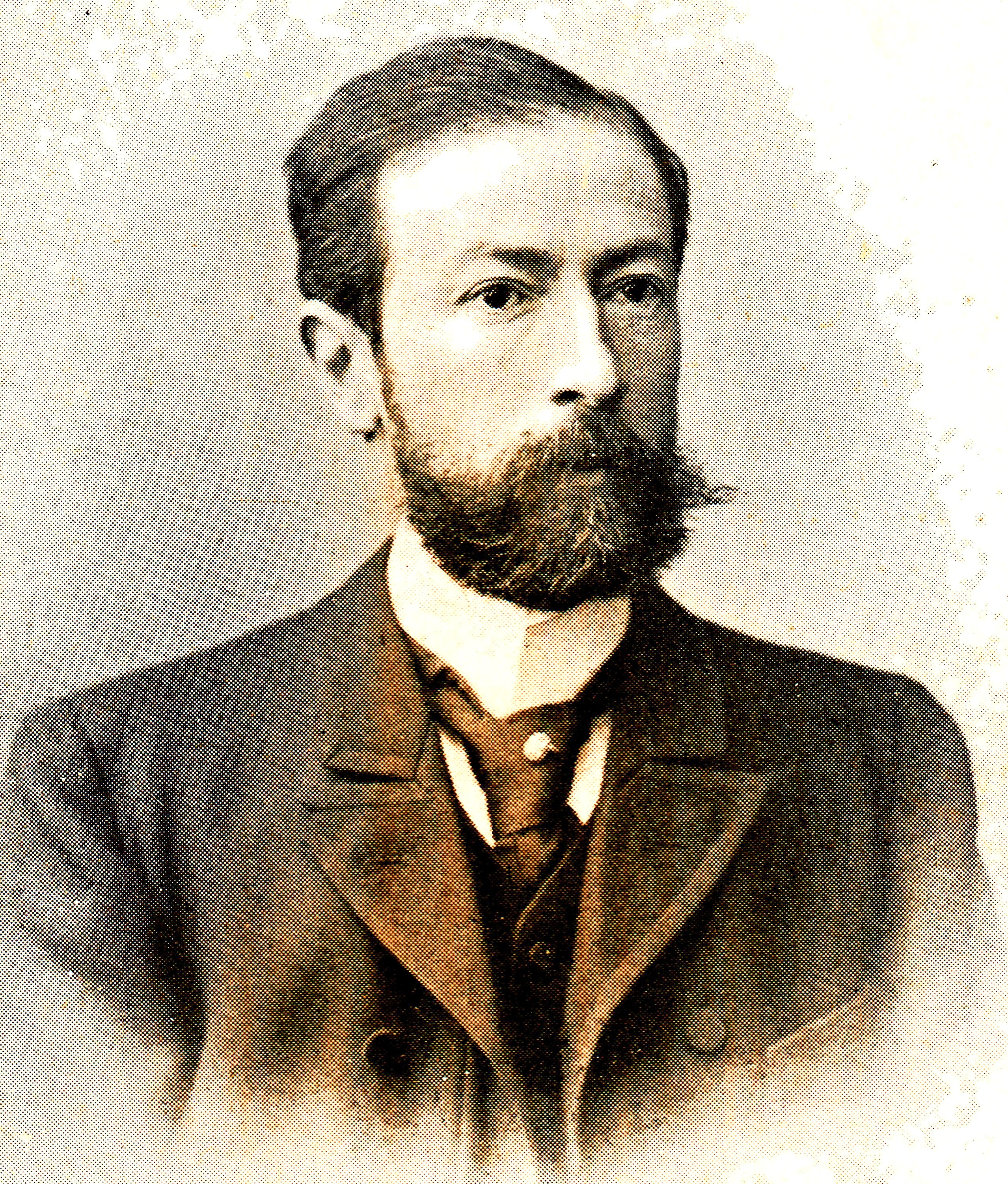
Jhr. mr. L.H. Ruyssenaers (1850-1913)

Ruyssenaers is een geslacht waarvan leden sinds 1904 tot de Nederlandse adel behoren en welke adellijke tak in 1966 uitstierf.

## Geschiedenis
De stamreeks begint met Aert Ruysenaers die in 1494 drie molens bezat buiten Breda. Zijn nazaat Leonard Henri Ruyssenaers (1850-1913) werd op 20 januari 1904 in de Nederlandse adel verheven; hij was de laatste persoon die om persoonlijke verdienste die eer te beurt viel.

## Enkele telgen
Samuël Willem Ruyssenaers (1815-1877), diplomatiek agent en consul-generaal der Nederlanden te Alexandrië
- mr. Samuël Richard Ruyssenaers (1847-1901); trouwde in 1891 met jkvr. Henriëtte Marie Rudolphine Fagel, vrouwe van Deurne en Liesselt (1861-1929), lid van de familie Fagel
- jhr. mr. Leonard Henri Ruyssenaers (1850-1913), buitengewoon gezant en gevolmachtigd minister, secretaris-generaal van het Hof van Arbitrage, lid administratie Suez Kanaal Mij.
  - jhr. Adriaan Willem Ruyssenaers (1888-1966), wisselagent te Brussel, laatste telg van de adellijke tak